# Kladníky
Kladníky (in tedesco Kladnik) è un comune della Repubblica Ceca facente parte del distretto di Přerov, nella regione di Olomouc.